# Friedrich Karl Max Vierhapper
Friedrich („Fritz“) Karl Max Vierhapper (Weidenau - hoy Vidnava) - Silesia 7 de marzo de 1876 - Viena 11 de julio de 1932 ), fue un explorador y botánico austríaco.

## Algunas publicaciones
- Fritz Vierhapper. Zur Systematik und geographischen Verbreitung einer alpinen Dianthus-Gruppe. Sitzungsberichte der Akademie der Wissenschaften in Wien, mathematisch-naturwissenschaftliche Klasse, 108: 1057-1170, Viena 1898
- ----. „Arnica Doronicum Jacquin“ und ihre nächsten Verwandten. Österreichische Botanische Zeitschrift 50: 109-115, 173-178, 202-208, 257-264, 501, Viena 1900.  (enlace roto disponible en Internet Archive; véase el historial, la primera versión y la última).
- ----. Monographie der alpinen Erigeron-Arten Europas und Vorderasiens. Studien über die Stammesgeschichte derselben auf Grund ihrer morphologischen Beschaffenheit und geographischen Verbreitung. Beiheifte zum Botanischen Centralblatt, 2. Abteilung, 19: 385-560, Berlín 1906.  (enlace roto disponible en Internet Archive; véase el historial, la primera versión y la última).
- ----. Beiträge zur Kenntnis der Flora Südarabiens und der Insel Sokótra, Sémha und 'Abd el Kûri'. I. Teil: Gefäßpflanzen der Inseln Sokótra, Sémha und 'Abd el Kûri'. Denkschriften der Akademie der Wissenschaften in Wien, mathematisch-naturwissenschaftliche Klasse, 71: 321-490, Viena. 1907.
- ----. Conioselinum tataricum, neu für die Alpen. Österreichische Botanische Zeitschrift 61-62: 1-10, 97-108, 139-146, 187-194, 228-236, 264-273, 341-347, 395-402, 435-441, 478-486, 22-29, 66-73, Viena 1911-1912.  (enlace roto disponible en Internet Archive; véase el historial, la primera versión y la última).
- ----. Juncus biglumis in den Alpen. Österreichische Botanische Zeitschrift 67: 49-51, Viena 1918.  (enlace roto disponible en Internet Archive; véase el historial, la primera versión y la última).
- ----. Über echten und falschen Vikarismus. Österreichische Botanische Zeitschrift 68: 1-22, Viena 1918.  (enlace roto disponible en Internet Archive; véase el historial, la primera versión y la última).
- ----. Beiträge zur Gefäßpflanzenflora des Lungau, Nº 1-10. Österreichische Botanische Zeitschrift 48, 49, 51, 69, 70, 72, 73, 74/75, Viena 1898, 1901, 1919, 1919/1920, 1920/1921, 1922/1923, 1923/1924, 1924/1925
- ----. Die Kalkschieferflora in den Ostalpen. Österreichische Botanische Zeitschrift 70: 261-293, 71: 30-45, Viena 1921-1922.  (enlace roto disponible en Internet Archive; véase el historial, la primera versión y la última).
- ----. Die Pflanzendecke Niederösterreichs (En: Heimatkunde von Niederösterreich). Verein f. Landeskunde von Niederösterreich, Heft Nr. 6, Viena 1923
- ----. Über endemische Alpenpflanzen. Der Alpenfreund. 1924: Heft 10: 147-148, Heft 12: 181-184, 1925: Heft 1: 15-16, Heft 3: 47-48, Heft 4: 63-64, Heft 5: 79-80, Múnich 1924-1925. Rezension in Botanisches Centralblatt 6: 472 (1925/26)
- ----. Die Pflanzendecke des Waldviertels (En: Das Waldviertel - Ein Heimatbuch, I. Band). Sammelwerk der Zeitschrift "Deutsches Vaterland", eds. von Eduard Stepan, Viena 1925
- ----. Das Pflanzenleben der Donauländer. Innsbruck 1929, 2. (anastatische) Auflage, mit Ergänzungen neu eds. von Friedrich Vierhapper
- ----. Juncaceae in „Die natürlichen Pflanzenfamilien nebst ihren Gattungen und wichtigsten Arten, insbesondere den Nutzpflanzen.“ Begr. von Adolf Engler und Karl Prantl. Band 15a: Farinosae, Liliiflorae, Scitamineae. Redigiert von L. Diels. Leipzig 1930, 2. Auflage.

## Honores

### Eponimia
Género
- (Asteraceae) Vierhapperia Hand.-Mazz.[1]

Especies
- (Asteraceae) Erigeron vierhapperi (Briq. & Cav.) Janch.[2]

- (Cyperaceae) Trichophorum vierhapperi (Bojko) Pignatti[3]
- La abreviatura «Vierh.» se emplea para indicar a Friedrich Karl Max Vierhapper como autoridad en la descripción y clasificación científica de los vegetales.[4][5]